# Aida Magro
Aida de Freitas Loureiro Magro (Gambos, Huíla, 4 de abril de 1918 — Lisboa, 11 de novembro de 2011) foi uma engenheira química e política revolucionária comunista portuguesa que lutou contra o Estado Novo português tendo sido presa pela PIDE.   

## Biografia
Nasceu em Angola (então África Ocidental Portuguesa), em Gambos, província da Huíla, no dia 4 de Abril de 1918. Era filho do republicano e funcionário dos Correios António Pedro Loureiro, natural de Lisboa (freguesia de São Nicolau), e de Benvinda de Freitas Loureiro, doméstica, natural da Huíla.
Permaneceu em Angola até ao final da adolescência, altura em que foi para Portugal estudar química no Instituto Industrial de Lisboa (actual Instituto Superior de Engenharia de Lisboa), onde se envolve na luta estudantil contra a ditadura imposta por Salazar e na defesa dos direitos das mulheres. 
Em 1942 torna-se militante do Partido Comunista Português.
A 24 de abril de 1943, casou civilmente em Lisboa com o também militante comunista e seu primo afastado, José Magro.
Em 1945, entra para a clandestinidade quando o marido, José Magro é denunciado à PIDE, leva consigo a filha ainda bebé que mais tarde entrega à família. 
Durante o período em que viveu na clandestinidade, Aida Magro assumiu várias funções, entre elas o controlo do Comité da Zona Oriental de Lisboa, a mais importante zona operária da capital portuguesa, transportou documentos ilegais e colaborou com publicações clandestinas do partido, entre elas A Voz das Camaradas, para a qual escreveu com o pseudónimo de Eva.  A isto juntam-se as tarefas que competiam às mulheres que tinham a seu cargo, nomeadamente assegurar que as casas clandestinas eram seguras e manter uma rotina quotidiana de fachada que não levantasse suspeitas aos vizinhos. 
É presa pela PIDE no dia 27 de Maio de 1957 e enviada para a prisão de Caxias, lá é colocada em isolamento e interrogada durante 6 meses.  Em Junho do ano seguinte é julgada e condenada a dois e meio de prisão com suspensão dos direitos políticos durante 15 anos e sujeita a medidas de segurança, o que significou a extensão da pena tendo sido libertada 6 anos depois, durante todo o tempo de cativeiro nunca foi torturada e nunca viu o marido que estava preso no mesmo sitio.  Enquanto esteve presa ocupou o tempo a ler, a aprender e discutir as noticias dos jornais com outras prisioneiras. É uma das autoras das treze cartas que formam o Manifesto de Caxias.
Tem 45 anos quando sai da prisão e fica sujeita a liberdade condicional o que implicava que se tinha de apresentar mensalmente à PIDE e a residência fixa, o que a impedia de sair de Lisboa. Isto significava que para visitar o marido que fora novamente preso e enviado para a prisão de Peniche, tinha de pedir autorização.  Para além disto, tem dificuldade em arranjar emprego como engenheira química e vê-se obrigada a trabalhar fora da sua àrea, chegando a vender máquinas de café para sobreviver. 
Mantem-se politicamente activa e dedica-se ao apoio aos presos políticos e às suas famílias. Em 1973, escreve a Marcelo Caetano e solicita-lhe que liberte o seu marido tendo em conta o seu estado de saúde e a amnistia de todos os presos políticos, o que não surte qualquer efeito, a libertação só ocorrerá no ano seguinte, com a revolução do 25 de Abril. 
Após a revolução, Aida Magro tornou-se funcionária do Partido Comunista Português tendo trabalhado em Sintra e na sede do partido. 
Faleceu em Lisboa, no dia 11 de Novembro de 2011.

## Reconhecimento
Em 2000, o governo português concedeu-lhe uma pensão como reconhecimento pelo seu trabalho em prol da Liberdade e da Democracia. 

O seu espólio documental foi digitalizado e pode ser consultado no Centro Documentação 25 de Abril da Universidade de Coimbra, encontrando-se os originais à guarda da Torre do Tombo desde 2007. 

## Ligações Externas
- RTP | Série Documental Mulheres na Resistência: Aida Magro (2021)
- Arquivos RTP | Documentário Clandestinos (2000)